# يوكي كوباياشي (لاعب كرة قدم مواليد 1988)
يوكي كوباياشي (باليابانية: 小林 裕紀) (18 أكتوبر 1988 في موريوكا في اليابان – )؛ هو لاعب كرة قدم ياباني سابق كان يلعب كلاعب وسط.

## وصلات خارجية
- يوكي كوباياشي (1988) على موقع رابطة كرة القدم اليابانية للمحترفين (اليابانية)
- يوكي كوباياشي (1988) على موقع قاعدة بيانات كرة القدم.إي يو (الإنجليزية)
- يوكي كوباياشي (1988) على موقع Soccerway.com (الإنجليزية)
- يوكي كوباياشي (1988) على موقع عالم كرة القدم.نت (الإنجليزية)